# Asthenes wyatti
Az Asthenes wyatti a madarak (Aves) osztályának verébalakúak (Passeriformes) rendjébe és a fazekasmadár-félék (Furnariidae) családjába tartozó faj.

## Rendszerezése
A fajt Philip Lutley Sclater és Osbert Salvin írták le 1871-ben, Synallaxis nembe Synallaxis wyatti néven. Egyes szervezetek a Siptornoides nembe sorolják Siptornoides wyatti néven, az áthelyezés még nem terjedt el igazán.

## Alfajai
- Asthenes wyatti aequatorialis (Chapman, 1921)
- Asthenes wyatti azuay (Chapman, 1923)
- Asthenes wyatti graminicola (P. L. Sclater, 1874)
- Asthenes wyatti mucuchiesi Phelps & Gilliard, 1941
- Asthenes wyatti perijana W. H. Phelps Jr, 1977
- Asthenes wyatti sanctaemartae Todd, 1950
- Asthenes wyatti wyatti (P. L. Sclater & Salvin, 1871)[1]

## Előfordulása
Dél-Amerikában, az Andokban, Argentína, Bolívia, Ecuador, Kolumbia, Peru és Venezuela területen honos. Természetes élőhelyei a szubtrópusi és trópusi magaslati cserjések és füves puszták, köves környezetben. Állandó, nem vonuló faj.

## Megjelenése
Testhossza 17 centiméter, testtömege 17–25 gramm.

## Életmódja
Ízeltlábúakkal táplálkozik.

## Természetvédelmi helyzete
Az elterjedési területe rendkívül nagy, egyedszáma pedig stabil. A Természetvédelmi Világszövetség Vörös listáján nem fenyegetett fajként szerepel.